# Монастераче
Монастераче (итал. Monasterace) — коммуна в Италии, располагается в регионе Калабрия, подчиняется административному центру Реджо-Калабрия.
Население составляет 3357 человек, плотность населения составляет 224 чел./км². Занимает площадь 15 км². Почтовый индекс — 89040. Телефонный код — 0964.
Соседние коммуны: Гуардавалле, Стило.